# Grielen
De grielen (Burhinidae) vormen een familie van vogels waarvan de griel (Burhinus oedicnemus) de bekendste soort is.

## Kenmerken
De meeste grielen zijn beschuttend bruin, grijs en geelachtig, met brede strepen bezijden de kop. Het voornaamste kenmerk zijn de grote ogen en de stevige snavel. Ook hebben ze lange, onbevederde poten en lange vleugels.

## Leefwijze
Hun voedsel bestaat uit grote insecten, kleine reptielen, amfibieën, schaaldieren, weekdieren, wormen, nestvogels en kleine zoogdieren.

## Verspreiding en leefgebied
Hoewel de vogel behoort tot de steltloperachtigen die zich meestal ophouden in waterrijke gebieden, hebben de grielen een voorkeur voor halfwoestijnen en andere droge gebieden met een tropisch klimaat, maar ook twee soorten in meer gematigde klimaatgebieden in Europa en Australië.

## Taxonomie
Uit moleculair genetisch onderzoek sinds 2003 aan de fylogenie van de steltloperachtigen blijkt dat de grielen, samen met de Magelhaenplevier en de ijshoenders (Chionididae) een eigen clade vormen binnen de orde Charadriiformes.
De familie telt 10 soorten. De geslachten Esacus en Hesperoburhinus zijn afgesplitst van het geslacht Burhinus omdat ze opvallende verschillen vertonen.
- Geslacht Burhinus (6 soorten waaronder de gewone griel)
- Geslacht Hesperoburhinus (2 soorten van het Westelijk halfrond)
- Geslacht Esacus (2 soorten, rifgriel en grote griel)

## Afbeeldingen

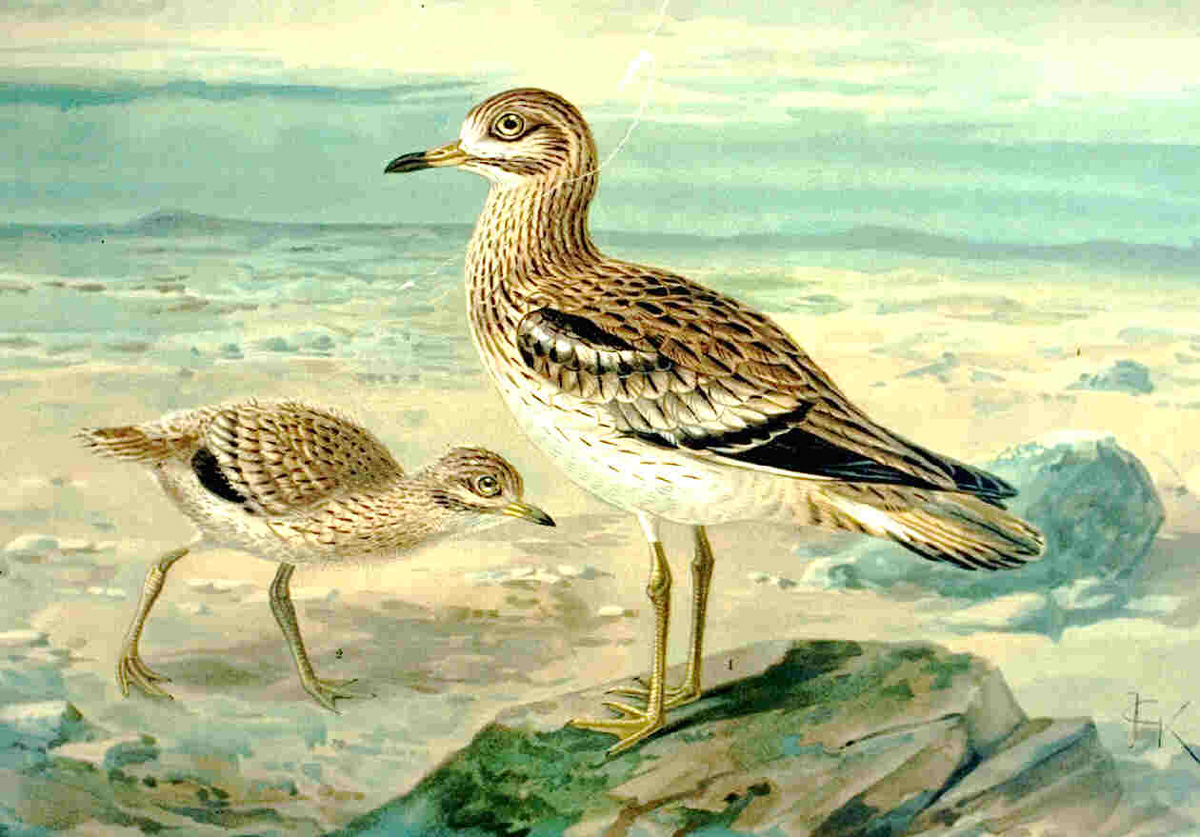
Schilderij van een griel (Burhinus oedicnemus)
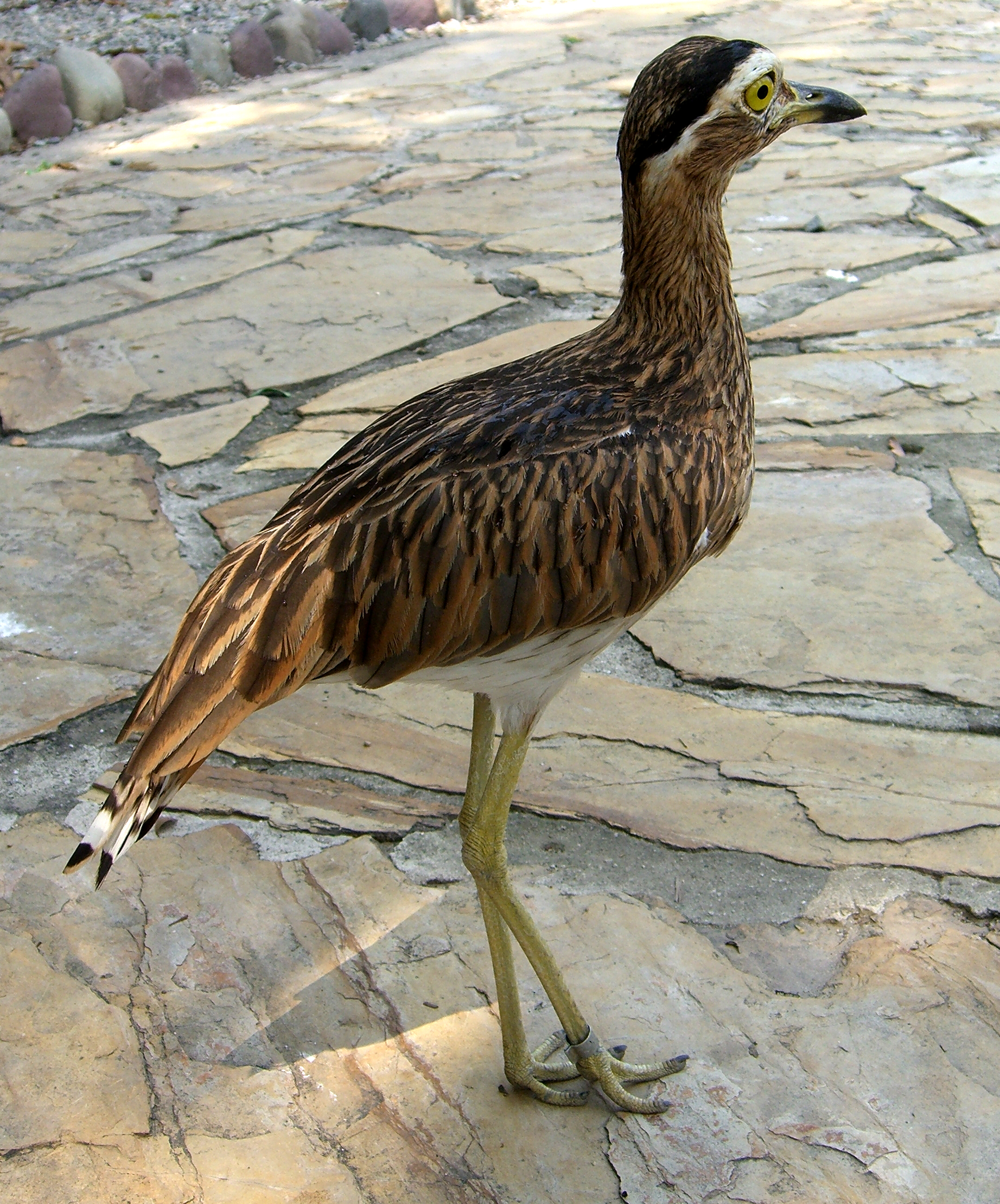
Caribische griel (Hesperoburhinus bistriatus)
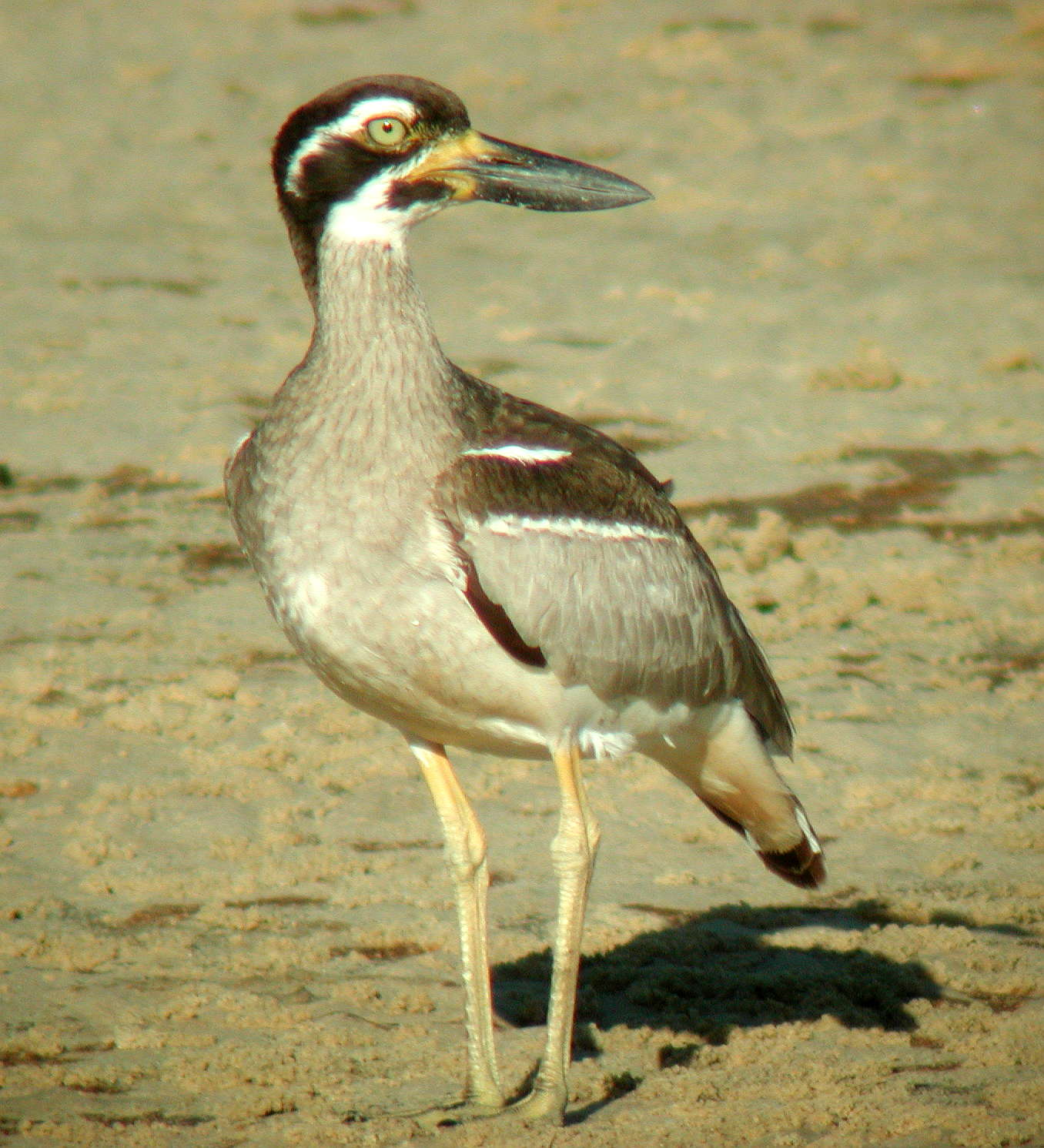
Rifgriel (Esacus magnirostris)

Vechtkwartels · Jacana's · Goudsnippen · Krabplevieren · Scholeksters · Ibissnavels · Steltkluten en kluten · Grielen · Renvogels en vorkstaartplevieren · Kieviten en plevieren · Magelhaenplevieren · Strandlopers en snippen · Kwartelsnippen · Trapvechtkwartels · Goudsnippen · IJshoenders · Jagers ·Pluvianidae (krokodilwachter) · Meeuwen, schaarbekken en sterns · Alken